# Prasauni
Prasauni (en népalais : परसौनी) est un comité de développement villageois du Népal situé dans le district de Bara. Au recensement de 2011, il comptait 8 414 habitants.